# Rosenthal (Duderstadt)
Rosenthal ist eine Wüstung ca. drei Kilometer westlich von Duderstadt im Eichsfeld.

## Geschichte

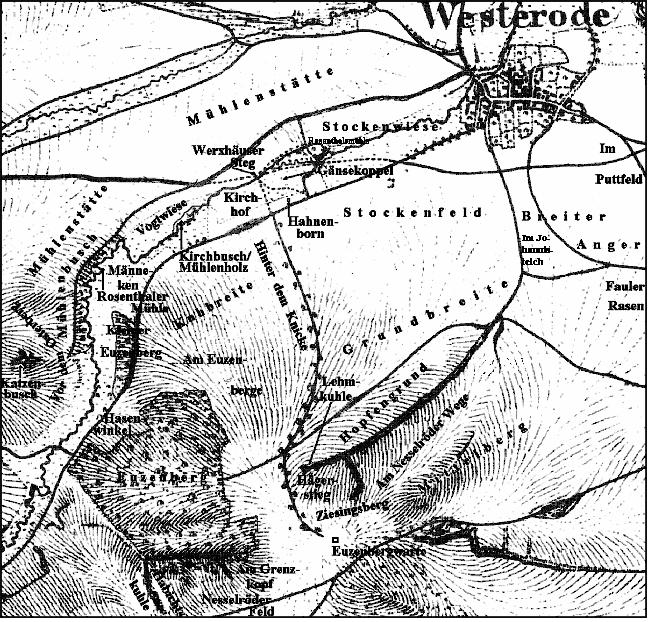
Flurnamen in der ehemaligen Gemarkung von Rosenthal

Über die Gründung der Siedlung ist nichts bekannt. Sie lag in der Flussniederung der Nathe, wie die bis heute gebräuchliche Flurbezeichnung „Kirchhof“ für eine rund 2 Hektar große Fläche am südlichen Natheufer belegt. Laut der ältesten Urkunde, die Rosenthal erwähnt, verkaufte Hugo de Marchia im Februar 1297 dem Propst Bertold und seinem Kloster in Teistungenburg einige Güter im Ort, die er von den Grafen in Scharzfeld und Lutterberg bzw. von Honstein zu Lehen hatte. Nach der Urkundslage dürfte der Ortskern zwischen 1330 und 1360 wüst geworden sein; lediglich einige außerhalb gelegene Gehöfte und die Wassermühle wurden weiter bewirtschaftet.
Die Sage berichtet, dass die reiche Ortschaft wegen des gotteslästerlichen Lebenswandels der Bewohner durch einen gewaltigen Erdrutsch vom Nordhang des Euzenberges, ausgelöst durch sintflutartigen Regen, vernichtet wurde. Mit Ausnahme einer Familie, welche den christlichen Regeln treu blieb, seien alle Einwohner umgekommen. Tatsächlich dürfte der Untergang des Dorfes erheblich undramatischer gewesen sein. Zwar kann die Sage einen wahren Kern besitzen, weil die Wiesenflächen beiderseits des Flusses aus einem breiten und sehr starken Streifen Schwemmland bestehen, der im Laufe der Jahrhunderte bei häufig wiederkehrenden Überflutungen der Flächen abgelagert wurde. Nicht unwahrscheinlich ist daher, dass die Rosenthaler nach mehreren aufeinander folgenden, heftigen Überschwemmungen ihren Siedlungsplatz sukzessive aufgegeben haben. Trotz der fehlenden Quellenlage ist aber auch nicht auszuschließen, dass die Bewohner des Siedlungskerns an der ab 1347 in Mitteleuropa grassierenden Pestepidemie verstarben.
Die Allmende der Wüstung, die aus ca. 30 Hektar Wald, einigen Wiesen- und Ackerflächen sowie dem mutmaßlichen ehemaligen Ortskern, dem Kirchhof, bestand, wurde von den Nachfahren der Rosenthaler als Rosenthaler Erbschaft weiter bewirtschaftet. Die Erbschaft besteht in der Form einer Realgemeinde bis in die Gegenwart. Ihre ältesten urkundlichen Spuren reichen bis 1405 zurück, nahezu vollständige Aufzeichnungen bestehen seit 1502.